# Atis Lejiņš
Atis Lejiņš (ur. 28 września 1942 w Jełgawie) – łotewski politolog i polityk, znawca stosunków międzynarodowych i specjalista z zakresu polityki bezpieczeństwa, były dyrektor Łotewskiego Instytutu Polityki Zagranicznej oraz Fundacji Wolności i Solidarności, były wiceprzewodniczący Łotewskiej Socjaldemokratycznej Partii Robotniczej. Od 2010 do 2022 poseł do Sejmu Republiki Łotewskiej.

## Życiorys
Ukończył szkołę średnią w Australii. W 1968 uzyskał stopień magistra historii na Uniwersytecie Kalifornijskim w Los Angeles. W latach osiemdziesiątych kształcił się na studiach doktoranckich z dziedziny historii na Uniwersytecie Sztokholmskim. Pod koniec lat 80. zaangażował się w działalność w Łotewskim Froncie Ludowym. Był szefem jego oddziału w Szwecji (1989–1992) oraz sekcji zagranicznej Frontu (1991). Zasiadał w Radzie Łotewskiego Frontu Ludowego (1991–1992).
W 1992 założył Łotewski Instytut Polityki Zagranicznej (łot. Latvijas Ārpolitikas institūts), którego do dziś jest prezesem. Był członkiem Łotewskiego Towarzystwa Polityki Zagranicznej (1994–2000) oraz łotewskim przedstawicielem w ISAB (International Security Advisory Board to Georgia). W 1995 został przyjęty w szereg członków zagranicznych Szwedzkiej Królewskiej Akademii Wojskowej.
Stoi na czele Fundacji Wolności i Solidarności (łot. Brīvības un solidaritātes fonds). Jest członkiem Łotewskiej Organizacji Transatlantyckiej (wcześniej zasiadał w jej władzach). Współpracuje z Fundacją Sorosa na Łotwie. W 2004 przyznano mu doktorat honorowy w Łotewskiej Akademii Nauk (łot. Latvijas Zinātņu akadēmija, LZA).
W wyborach w 2009 bez powodzenia ubiegał się o mandat posła do Parlamentu Europejskiego z pierwszego miejsca listy Łotewskiej Socjaldemokratycznej Partii Robotniczej, której był wiceprzewodniczącym. W wyborach w 2010 wystartował z listy Jedności z rekomendacji SCP. Po uzyskaniu mandatu w Sejmie zapowiedział, że nie zamierza rezygnować z członkostwa w LSDSP, jednak na początku 2011 został wykluczony z partii.
W wyborach w 2014 uzyskał reelekcję do Sejmu XII kadencji z listy Jedności. W wyborach w 2018 nie dostał się do Sejmu, jednak mandat objął w styczniu 2019 po zawieszeniu jego przez jednego z ministrów Jedności. W wyborach w 2022 nie kandydował ponownie do Sejmu.
Obecnie jest m.in. dyrektorem honorowym Łotewskiego Instytutu Polityki Zagranicznej oraz felietonistą.

## Odznaczenia
- Krzyż Oficerski Orderu Zasługi (Rumunia, 2017)[7]
- Medal Rady Bałtyckiej (2013)[8]